# Classifica generale (Vuelta a España)
La classifica generale della Vuelta a España è la principale classifica della corsa a tappe spagnola, che definisce il vincitore della gara. Consiste in una graduatoria a tempo, calcolata sommando i tempi di ogni ciclista sul traguardo di ogni tappa. Il simbolo distintivo, e simbolo della corsa, è la maglia rossa.

## Storia
- 1935-1936:  Maglia arancio
- 1941:  Maglia bianca
- 1942:  Maglia arancio
- 1945:  Maglia rossa
- 1946-1950:  Maglia bianca con striscia rossa
- 1955-1976:  Maglia gialla
- 1977:  Maglia arancio
- 1978-1998:  Maglia gialla
- 1999-2009:  Maglia oro
- 2010-:  Maglia rossa

Per facilitare il riconoscimento del leader della corsa nelle prime edizioni della corsa, questo indossava una maglia arancione, colore che nessun altro corridore poteva indossare scanso equivoci.
Nelle edizioni del 1935 e del 1936, il leader della classifica generale indossava una maglia arancio chiaro. Nel 1941 divenne bianca, mentre nel 1942 tornò ad essere arancione. Nel 1945 diventò rossa scura e dal 1946 al 1950 fu bianca con una striscia rossa. Più tardi, nel 1955 la maglia diventò gialla, come quella usata nel Tour de France.
Rimase gialla per molto tempo e solo nel 1977 fu arancione. Dal 1999 diventò color oro e dal 2010, il leader della classifica generale indossa una maglia rossa.
Il corridore che l'ha indossata più volte è lo svizzero Alex Zülle, che ha portato il simbolo di leader per un totale di 48 giorni.

## Albo d'oro

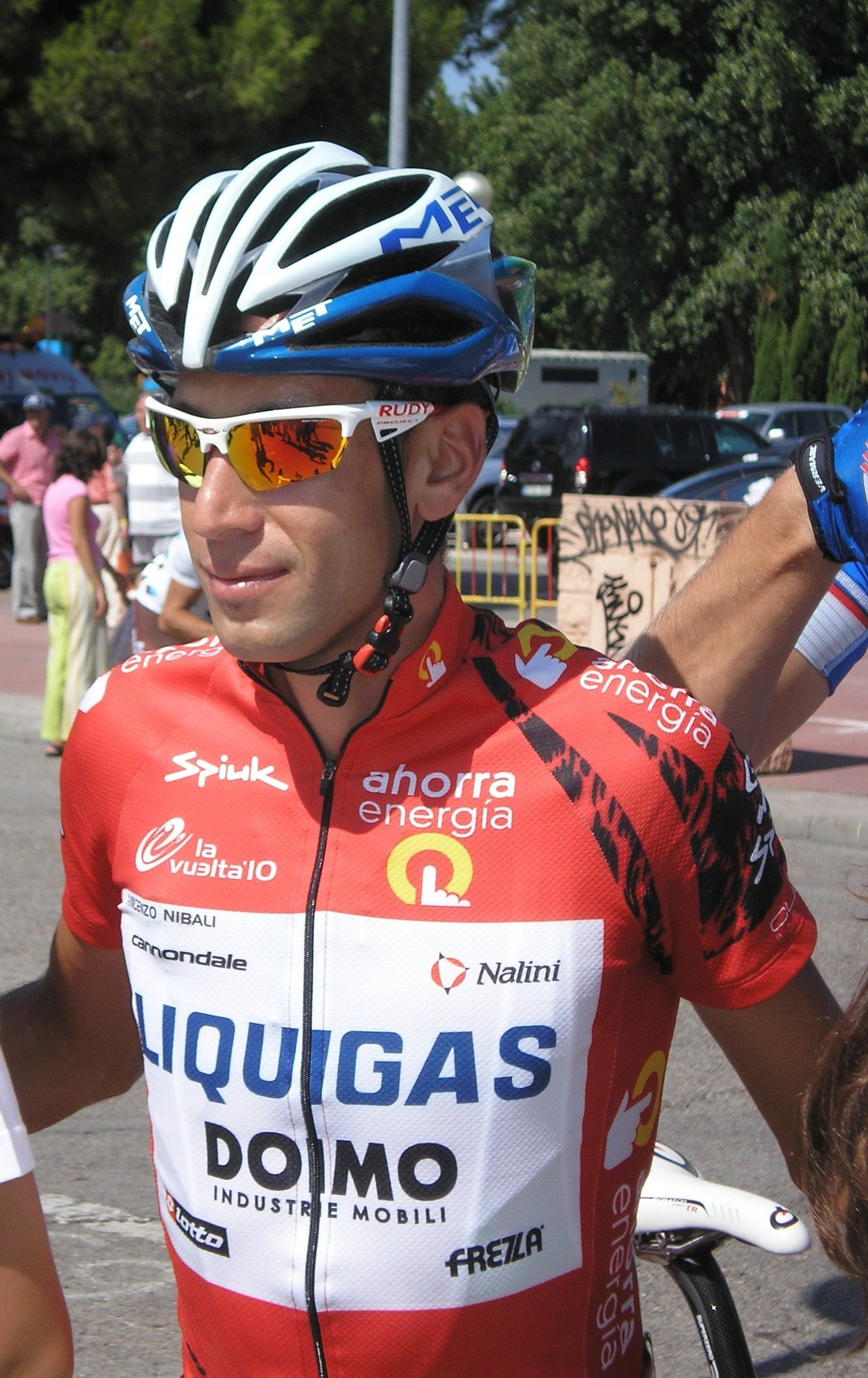
Vincenzo Nibali in maglia rossa alla Vuelta a España 2010

| Anno    | Corridore           | Squadra                           | Tempo      | Altre classifiche   |
| ------- | ------------------- | --------------------------------- | ---------- | ------------------- |
| 1935    | Gustaaf Deloor      | Indipendente                      | 120h01'02" | -                   |
| 1936    | Gustaaf Deloor      | Indipendente                      | 150h07'54" | -                   |
| 1937-40 | non disputata       |                                   |            |                     |
| 1941    | Julián Berrendero   | Indipendente                      | 168h45'26" | -                   |
| 1942    | Julián Berrendero   | Indipendente                      | 134h05'09" | Scalatori           |
| 1943-44 | non disputata       |                                   |            |                     |
| 1945    | Delio Rodríguez     | Indipendente                      | 135h43'55" | Punti               |
| 1946    | Dalmacio Langarica  | Galindo                           | 137h10'38" | -                   |
| 1947    | Edward Van Dijck    | Indipendente                      | 132h27'00" | -                   |
| 1948    | Bernardo Ruiz       | UD Sans                           | 155h06'30" | Scalatori           |
| 1949    | non disputata       |                                   |            |                     |
| 1950    | Emilio Rodríguez    | Indipendente                      | 134h49'19" | Scalatori           |
| 1951-54 | non disputata       |                                   |            |                     |
| 1955    | Jean Dotto          | Francia                           | 81h04'02"  |                     |
| 1956    | Angelo Conterno     | Italia                            | 105h37'52" | -                   |
| 1957    | Jesús Loroño        | Spagna                            | 84h44'06"  | -                   |
| 1958    | Jean Stablinski     | Francia                           | 94h54'21"  | -                   |
| 1959    | Antonio Suárez      | Licor 43                          | 84h36'20"  | Scalatori           |
| 1960    | Frans De Mulder     | Groene Leeuw-Sinalco-SAS          | 103h05'57" | -                   |
| 1961    | Angelino Soler      | Faema                             | 77h36'17"  | -                   |
| 1962    | Rudi Altig          | Saint-Raphaël-Gitane              | 78h35'27"  | Punti               |
| 1963    | Jacques Anquetil    | Saint-Raphaël-Gitane              | 64h46'20"  | -                   |
| 1964    | Raymond Poulidor    | Mercier-BP-Hutchinson             | 78h23'35"  | -                   |
| 1965    | Rolf Wolfshohl      | Mercier-BP-Hutchinson             | 92h36'03"  | -                   |
| 1966    | Francisco Gabica    | KAS-Kaskol                        | 78h53'55"  | -                   |
| 1967    | Jan Janssen         | Pelforth-Sauvage-Lejeune          | 76h38'04"  | Punti               |
| 1968    | Felice Gimondi      | Salvarani                         | 78h29'00"  | -                   |
| 1969    | Roger Pingeon       | Peugeot-BP-Michelin               | 73h18'45"  | -                   |
| 1970    | Luis Ocaña          | Bic                               | 89h57'12"  | -                   |
| 1971    | Ferdinand Bracke    | Peugeot-BP-Michelin               | 73h50'05"  | -                   |
| 1972    | José Manuel Fuente  | KAS-Kaskol                        | 82h34'14"  | Scalatori           |
| 1973    | Eddy Merckx         | Molteni                           | 84h40'50"  | Punti               |
| 1974    | José Manuel Fuente  | KAS-Kaskol                        | 86h48'18"  | -                   |
| 1975    | Agustín Tamames     | Super Ser                         | 88h00'56"  | -                   |
| 1976    | José Pesarrodona    | KAS-Campagnolo                    | 93h19'10"  | -                   |
| 1977    | Freddy Maertens     | Flandria-Velda                    | 78h54'36"  | Punti               |
| 1978    | Bernard Hinault     | Renault-Gitane                    | 85h24'14"  | -                   |
| 1979    | Joop Zoetemelk      | Miko-Mercier-Vivagel              | 94h57'03"  | -                   |
| 1980    | Faustino Rupérez    | Zor-Vereco-Campagnolo             | 88h23'21"  | -                   |
| 1981    | Giovanni Battaglin  | Inoxpran                          | 98h04'49"  | -                   |
| 1982    | Marino Lejarreta    | Teka                              | 95h47'23"  | -                   |
| 1983    | Bernard Hinault     | Renault-Elf                       | 94h28'26"  | -                   |
| 1984    | Éric Caritoux       | Skil-Sem                          | 90h08'03"  | -                   |
| 1985    | Pedro Delgado       | Orbea-Gin MG                      | 95h58'00"  | -                   |
| 1986    | Álvaro Pino         | Zor-BH                            | 98h16'04"  | -                   |
| 1987    | Luis Herrera        | Café de Colombia                  | 105h34'25" | Scalatori           |
| 1988    | Sean Kelly          | KAS-Canal 10                      | 89h19'23"  | Punti               |
| 1989    | Pedro Delgado       | Reynolds                          | 93h01'17"  | -                   |
| 1990    | Marco Giovannetti   | Seur                              | 94h36'40"  | -                   |
| 1991    | Melchor Mauri       | ONCE                              | 82h48'07"  | -                   |
| 1992    | Tony Rominger       | CLAS-Cajastur                     | 96h14'50"  | -                   |
| 1993    | Tony Rominger       | CLAS-Cajastur                     | 96h07'03"  | Punti Scalatori     |
| 1994    | Tony Rominger       | Mapei-CLAS                        | 92h07'48"  | -                   |
| 1995    | Laurent Jalabert    | ONCE                              | 95h30'33"  | Punti Scalatori     |
| 1996    | Alex Zülle          | ONCE                              | 97h31'46"  | -                   |
| 1997    | Alex Zülle          | ONCE                              | 91h15'55"  | -                   |
| 1998    | Abraham Olano       | Banesto                           | 93h44'08"  | -                   |
| 1999    | Jan Ullrich         | Team Telekom                      | 89h52'03"  | -                   |
| 2000    | Roberto Heras       | Kelme-Costa Blanca                | 70h26'14"  | Punti               |
| 2001    | Ángel Casero        | Festina-Lotus                     | 70h49'05"  | -                   |
| 2002    | Aitor González      | Kelme-Costa Blanca                | 75h13'52"  | -                   |
| 2003    | Roberto Heras       | US Postal Service p/b Berry Floor | 69h31'52"  | -                   |
| 2004    | Roberto Heras       | Liberty Seguros                   | 77h42'46"  | Combinata           |
| 2005    | Roberto Heras       | Liberty Seguros                   | 82h22'55"  | Combinata           |
| 2006    | Aleksandr Vinokurov | Astana                            | 81h23'07"  | Combinata           |
| 2007    | Denis Men'šov       | Rabobank                          | 80h59'07"  | Scalatori Combinata |
| 2008    | Alberto Contador    | Astana                            | 80h40'08"  | Combinata           |
| 2009    | Alejandro Valverde  | Caisse d'Epargne                  | 87h22'37"  | Combinata           |
| 2010    | Vincenzo Nibali     | Liquigas-Doimo                    | 87h18'33"  | Combinata           |
| 2011    | Chris Froome        | Sky Procycling                    | 84h59'44"  | Combinata           |
| 2012    | Alberto Contador    | Team Saxo Bank-Tinkoff Bank       | 84h59"49   | -                   |
| 2013    | Chris Horner        | RadioShack-Leopard                | 84h36'04"  | Combinata           |
| 2014    | Alberto Contador    | Tinkoff-Saxo                      | 81h25'05"  | Combinata           |
| 2015    | Fabio Aru           | Astana Pro Team                   | 85h36'13"  | -                   |
| 2016    | Nairo Quintana      | Movistar Team                     | 83h31'28"  | Combinata           |
| 2017    | Chris Froome        | Team Sky                          | 82h30'02"  | Punti Combinata     |
| 2018    | Simon Yates         | Mitchelton-Scott                  | 82h05'58"  | Combinata           |
| 2019    | Primož Roglič       | Team Jumbo-Visma                  | 83h07'14"  | Punti               |
| 2020    | Primož Roglič       | Team Jumbo-Visma                  | 72h46'12"  | Punti               |
| 2021    | Primož Roglič       | Jumbo-Visma                       | 83h55'29"  | -                   |
| 2022    | Remco Evenepoel     | Quick-Step Alpha Vinyl Team       | 80h26'59"  | Giovani             |
| 2023    | Sepp Kuss           | Jumbo-Visma                       | 76h48'21"  | -                   |
| 2024    | Primož Roglič       | Red Bull-Bora-Hansgrohe           | 81h49'18"  | -                   |